# Ennio Vanotti
Ennio Vanotti (Almenno San Salvatore, 13 settembre 1955) è un ex ciclista su strada e dirigente sportivo italiano.
Professionista dal 1978 al 1990, vinse una tappa al Tour de Suisse.

## Carriera
Vanotti muove i suoi primi passi nel mondo del ciclismo nella società ciclistica del proprio paese (che in seguito prenderà anche il suo nome) senza ottenere alcun risultato fino alla categoria allievi, tanto da indurlo a pensare il ritiro, invece viene convinto a continuare anche nella categoria Juniores, difatti l'anno dopo fu l'anno della svolta. 
Vanotti esordì tra i professionisti nel 1978 con la maglia della Zonca-Santini. Passò alla Bianchi-Piaggio e poi alla Ceramiche Ariostea, dove ricoprì il ruolo di gregario. Ha all'attivo una sola vittoria, al Tour de Suisse del 1979.
Terminata la carriera agonistica, svolse il ruolo di direttore sportivo prima in società dilettantistiche, poi alla Index-Alexia Alluminio, e infine nelle categorie giovanili della provincia di Bergamo.

## Palmarès
- 1977 (dilettanti)

Giro della Valle d'Aosta
- 1979 (Zonca, una vittoria)

4ª tappa Tour de Suisse (Porrentruy > Steffisburg)

## Piazzamenti

### Grandi giri
- Giro d'Italia

1978: 27º
1979: 32º
1980: 19º
1981: 51º
1982: 28º
1983: 36º
1984: 37º
1985: 32º
1986: 26º
1987: 39º
1988: 21º
1989: ritirato (1ª tappa)
- Tour de France

1986: 66º
1987: squalificato (21ª tappa)
1988: 86º
1989: 126º
- Vuelta a España

1990: 76º

### Classiche monumento
- Milano-Sanremo

1978: 118º
1979: 95º
1980: 108º
1985: 13º
1988: 71º
- Liegi-Bastogne-Liegi

1984: 32º
1985: 82º
1989: 79º
- Giro di Lombardia

1982: 43º
1983: 35º
1984: 47º
1989: 43º